# 殺し屋ネコ
『殺し屋ネコ』（ころしやネコ）は、渋沢さつきによる日本の漫画作品。『近代麻雀』（竹書房）にて連載されたが未完のまま中断された。単行本は既刊1巻。
ネコと呼ばれる女性がかつて地下麻雀のプリンス・遊冶郎（ゆうやろう）との対決に敗れ、友人の片腕を落とされてしまったことをきっかけに殺し屋となり、遊冶郎を追うストーリー。

## 登場人物
ネコ
主人公の女性。学生時代、遊冶郎との戦いに敗れて友人の倉見谷の右腕を落とされてしまったのをきっかけに、ツモ和了を永久に封じ、狙った相手からしか和了らない雀士となり、遊冶郎の行方を追う。
遊冶郎
ネコの宿命の敵。大明槓を得意とする。
百合草
ネコの叔父。
倉見谷
ネコのかつての友人。遊冶郎との戦いでハコテンの罰として右腕を切り落とされた。